# Генеральное консульство США в Екатеринбурге
Генеральное консульство США в Екатеринбурге (англ. U.S. Consulate General in Yekaterinburg) — дипломатическая миссия США в Екатеринбурге, предоставляющая консульские услуги российским и американским гражданам в Уральском регионе России и в Западной Сибири. Генконсульство расположено в Ленинском районе Екатеринбурга, по адресу: улица Гоголя, дом 15.

## История
Во времена СССР из-за концентрации отраслей, связанных с обороной, большая часть Урала была закрыта для иностранцев на протяжении десятилетий во время Холодной войны, из-за чего контакты населения Сибири с западными идеями были очень ограничены. В 1992 году Российская Федерация открыла этот регион для иностранцев и иностранных инвестиций, и Соединённые Штаты были в авангарде усилий Запада по установлению там контактов. В 1994 году министр торговли Рон Браун открыл Генеральное консульство США в Екатеринбурге, став первым дипломатическим представительством в центральной России после Второй мировой войны. За ним последовали другие государства, создавшие в Екатеринбурге свои дипломатические представительства, такие как Венгрия, открывшая в 1996 году постоянное торговое представительство, и Великобритания, открывшая консульство в 1997 году. Первым генеральным консулом США в Екатеринбурге стал Джек Сигал.
В марте 2020 года Генеральное консульство США в Екатеринбурге ограничило выдачу виз из-за пандемии COVID-19 на неопределённый срок. Вскоре, в феврале 2021 года было сообщено, что консульство начало принимать заявления на повторную выдачу американских виз. Однако 1 апреля 2021 года было объявлено о приостановлении оказания визовых и консульских услуг консульством Екатеринбурга. По словам американского посла в России Джона Салливана, данное решение было принято после консультаций с госсекретарём США по результатам продолжительной проверки безопасности дипломатического представительства США и условий работы персонала, ввиду чего консульский округ посольства США в Москве будет расширен на всю территорию России. После утверждения Списка недружественных стран в середине мая 2021 года консульство США в Екатеринбурге сократило штат сотрудников, а консул Эми Сторроу — покинула свою должность.

## Генеральные консулы
| Срок      | Консул                | Прим.  |  |
| --------- | --------------------- | ------ |  |
| 1994—1995 | Джек Сигал            | [ 2 ]  |  |
|           |                       |        |  |
| 1999—2001 | Джеймс Бигус          | [ 2 ]  |  |
|           |                       |        |  |
| 2005—2008 | Джон Степанчук        | [ 7 ]  |  |
| 2008—2010 | Тим Сэндаски          | [ 8 ]  |  |
| 2010—2013 | Майк Рейнерт          | [ 9 ]  |  |
| 2013      | Эндрю Винер и. о.     | [ 10 ] |  |
| 2013—2015 | Отто Ханс Ван Мерссен | [ 11 ] |  |
| 2015—2017 | Маркус Микели         | [ 12 ] |  |
| 2017—2019 | Пол М. Картер—младший | [ 13 ] |  |
| 2019—2021 | Эмили Сторроу         | [ 14 ] |  |

## Реквизиты
- Адрес: ул. Гоголя, д. 15, Екатеринбург, Свердловская обл., 620075
- График работы: с понедельника по пятницу (кроме праздничных дней), приём посетителей: 9:00—17:00
- Телефон: +7 (343) 379-30-01, +7 (343) 379-46-19, +7 (343) 379-46-91, +7 (343) 379-45-51
- Факс: +7 (343) 379-4515
- Электронная почта: ConsulYekat@state.gov